# RZ Рака
RZ Рака (лат. RZ Cancri) − переменная звезда, либо переменная типа RS Гончих Псов. Находится в созвездии Рака. Это оранжевый гигант класса K.